# Simopelta pergandei
Simopelta pergandei är en myrart som först beskrevs av Auguste-Henri Forel 1909.  Simopelta pergandei ingår i släktet Simopelta och familjen myror. Inga underarter finns listade i Catalogue of Life.

## Bildgalleri

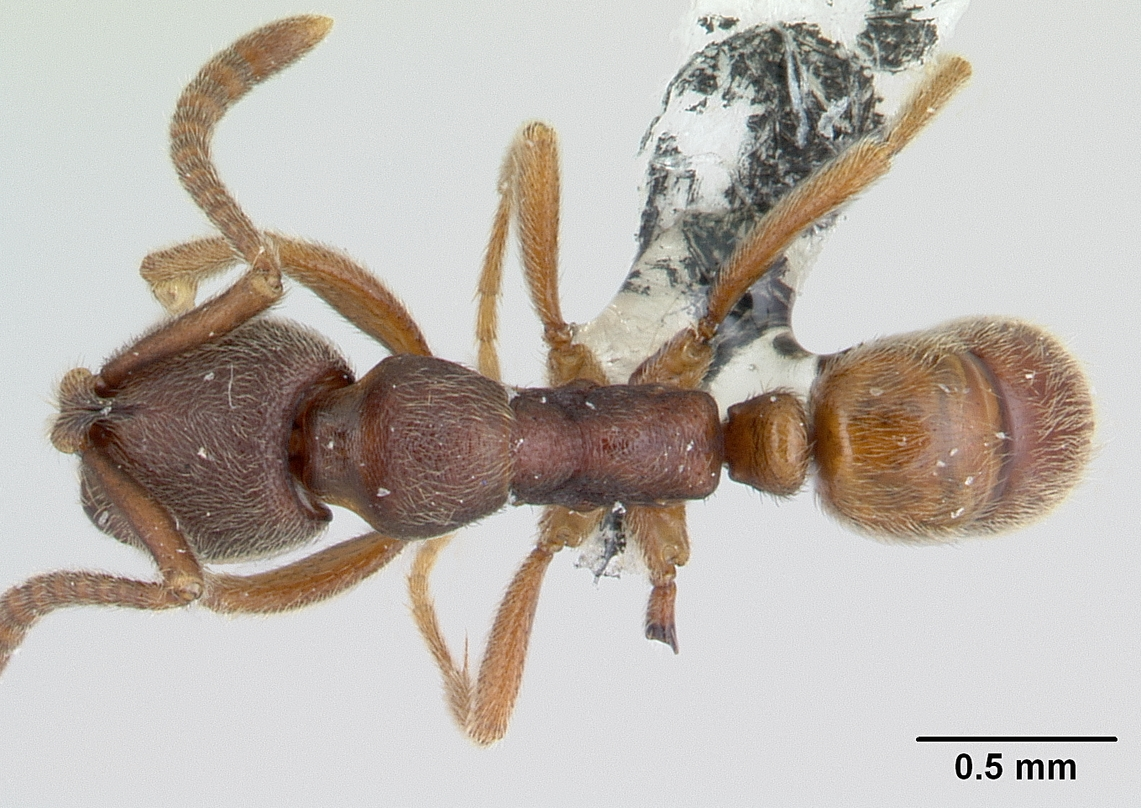
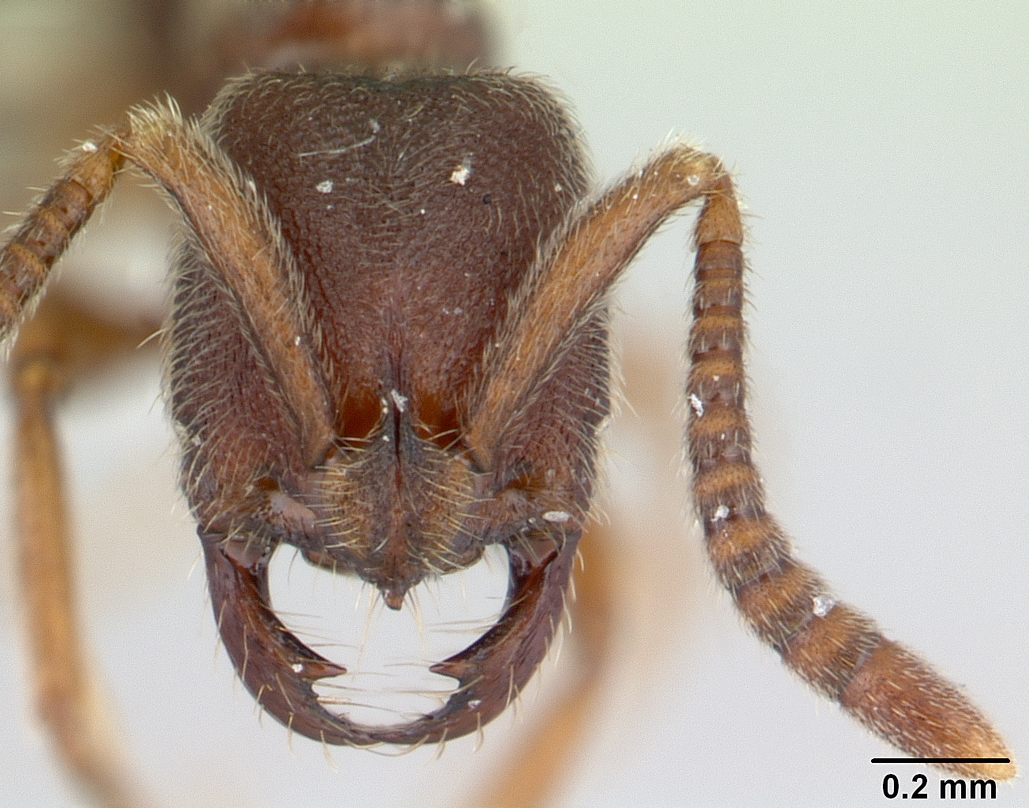
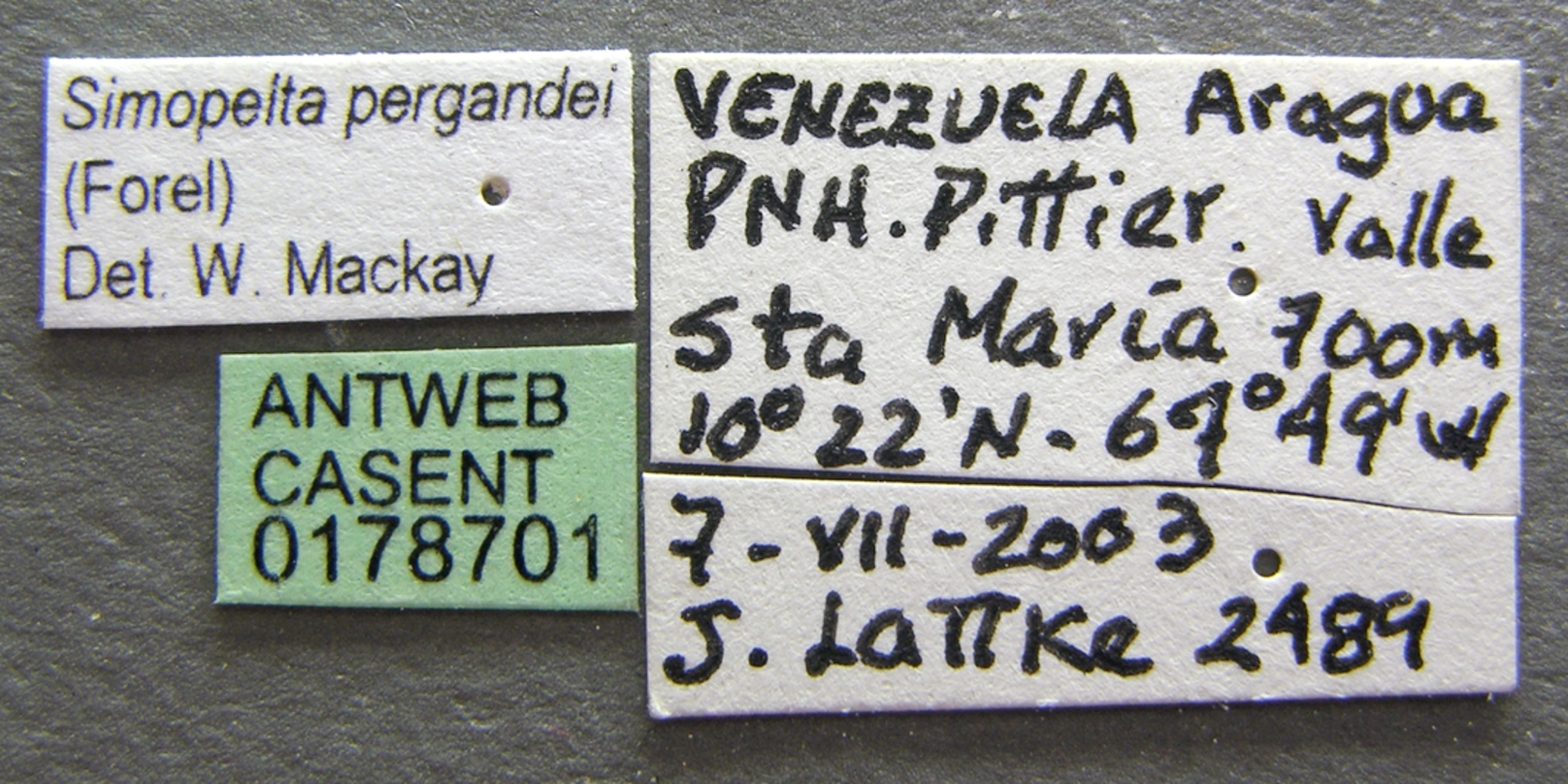
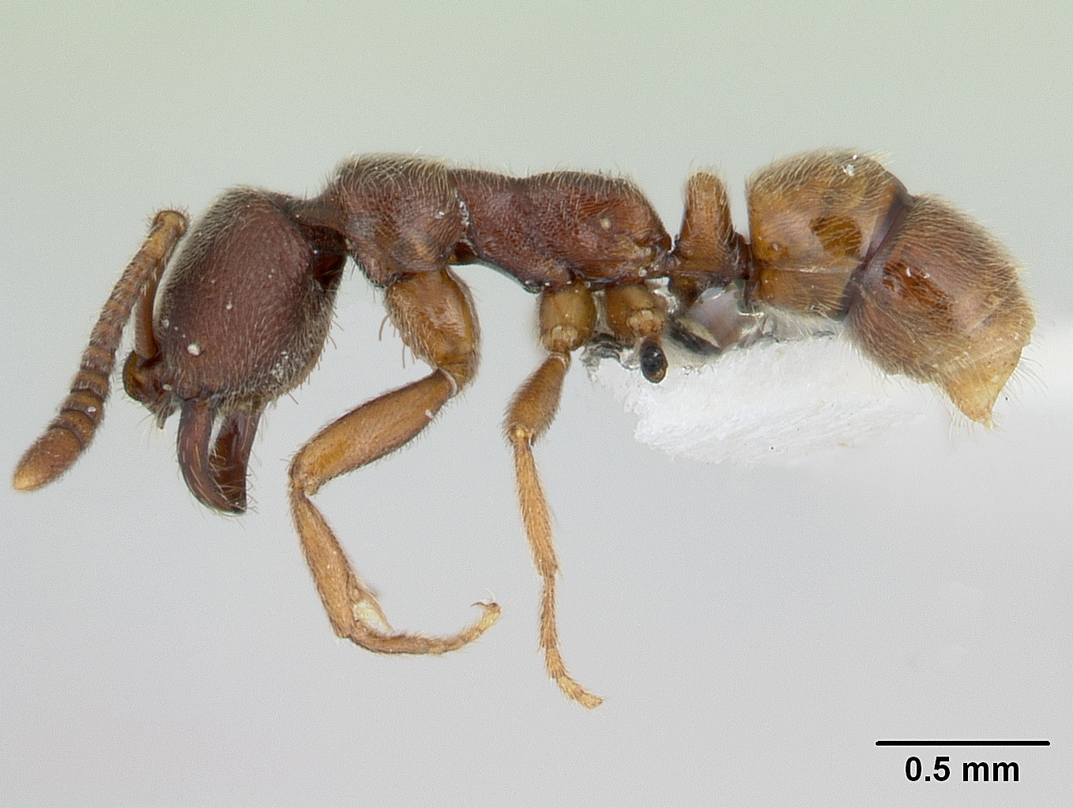